# Vörå
Vörå este o comună din Finlanda.